# Mithrax spinosissimus
Mithrax spinosissimus är en kräftdjursart som först beskrevs av Jean-Baptiste Lamarck 1818.  Mithrax spinosissimus ingår i släktet Mithrax och familjen Mithracidae. Inga underarter finns listade i Catalogue of Life.